# Strychnos densiflora
Strychnos densiflora är en tvåhjärtbladig växtart som beskrevs av Henri Ernest Baillon. Strychnos densiflora ingår i släktet Strychnos och familjen Loganiaceae. Inga underarter finns listade i Catalogue of Life.